# Alag
Alag (Devanagari: अलग, Nastaliq: الگ; Italiano: Differente) è un film indiano del 2006 diretto da Ashu Trikha e con protagonisti Akshay Kapoor e Dia Mirza. Il film è anche conosciuto con il titolo Alag: He Is Different.... He Is Alone... in alcuni siti web, come ad esempio l'IMDB. È stato distribuito nelle sale il 16 giugno 2006.. Il film condivide la stessa premessa ed alcuni particolari della trama con il film statunitense Powder - Un incontro straordinario con un altro essere con Sean Patrick Flanery.

## Trama
Il vedovo Hemant Rastogi abita a Mahabaleshwar, apparentemente solo. Una notte ha un infarto e muore. Quando la polizia perquisisce la sua residenza trova Tejas, l'unico figlio di Hemant, nelle cantine della casa. Tejas ha passato tutta la sua vita nella cantina e come risultato è estremamente sensibile alla luce del sole.